# إيف كارون
إيف كارون هو سياسي كندي، ولد في 27 سبتمبر 1937 في سان جورجس في كندا. حزبياً، نشط في الحزب الليبرالي الكندي. وقد انتخب عضو مجلس العموم الكندي.